# Scaevola nubigena
Scaevola nubigena är en tvåhjärtbladig växtart som beskrevs av Carl Karl Adolf Georg Lauterbach. Scaevola nubigena ingår i släktet Scaevola och familjen Goodeniaceae. Inga underarter finns listade i Catalogue of Life.